# Biurowiec

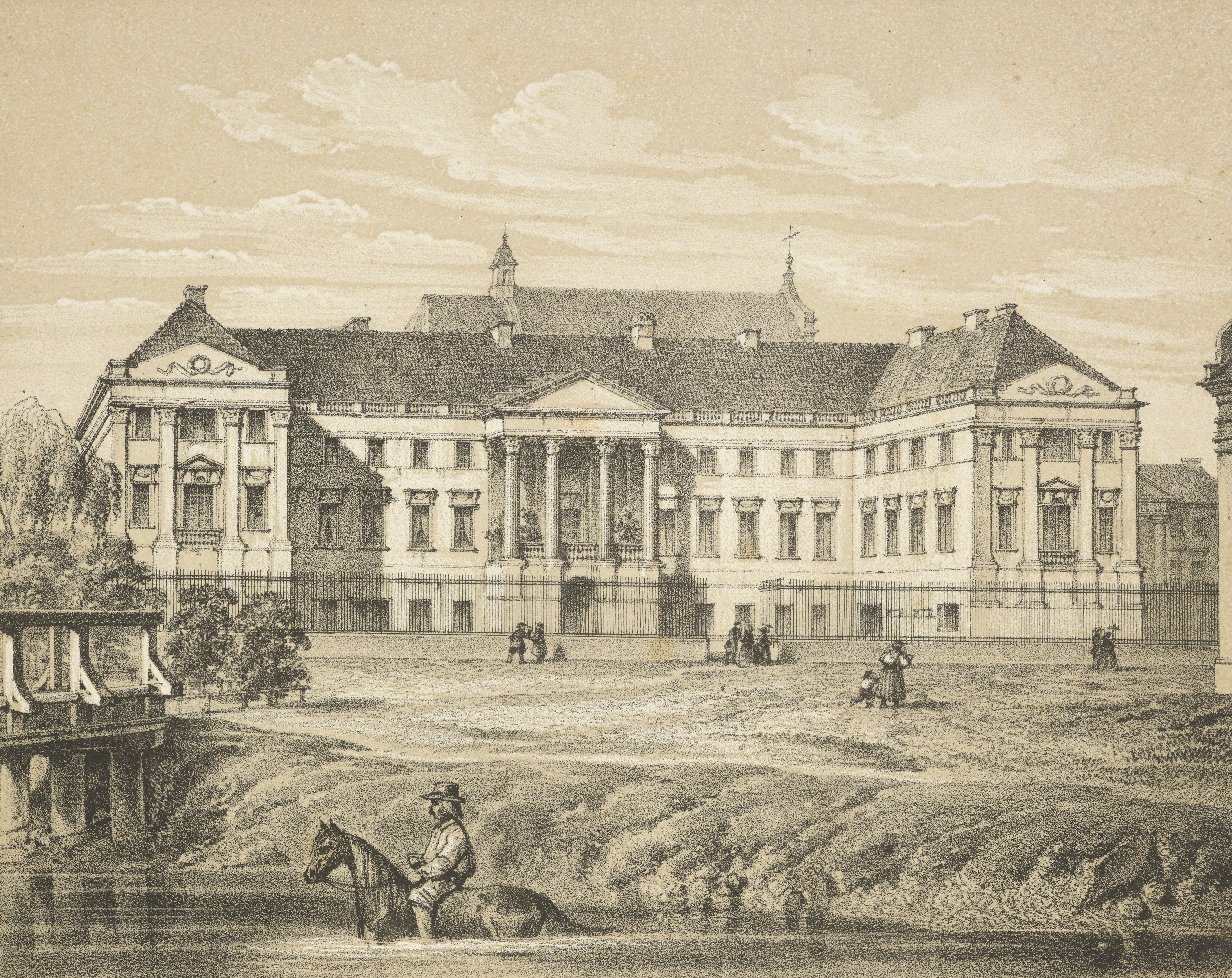
Pałac Komisji Wojewódzkiej Kaliskiej w Kaliszu, 1823–1824 (1858)

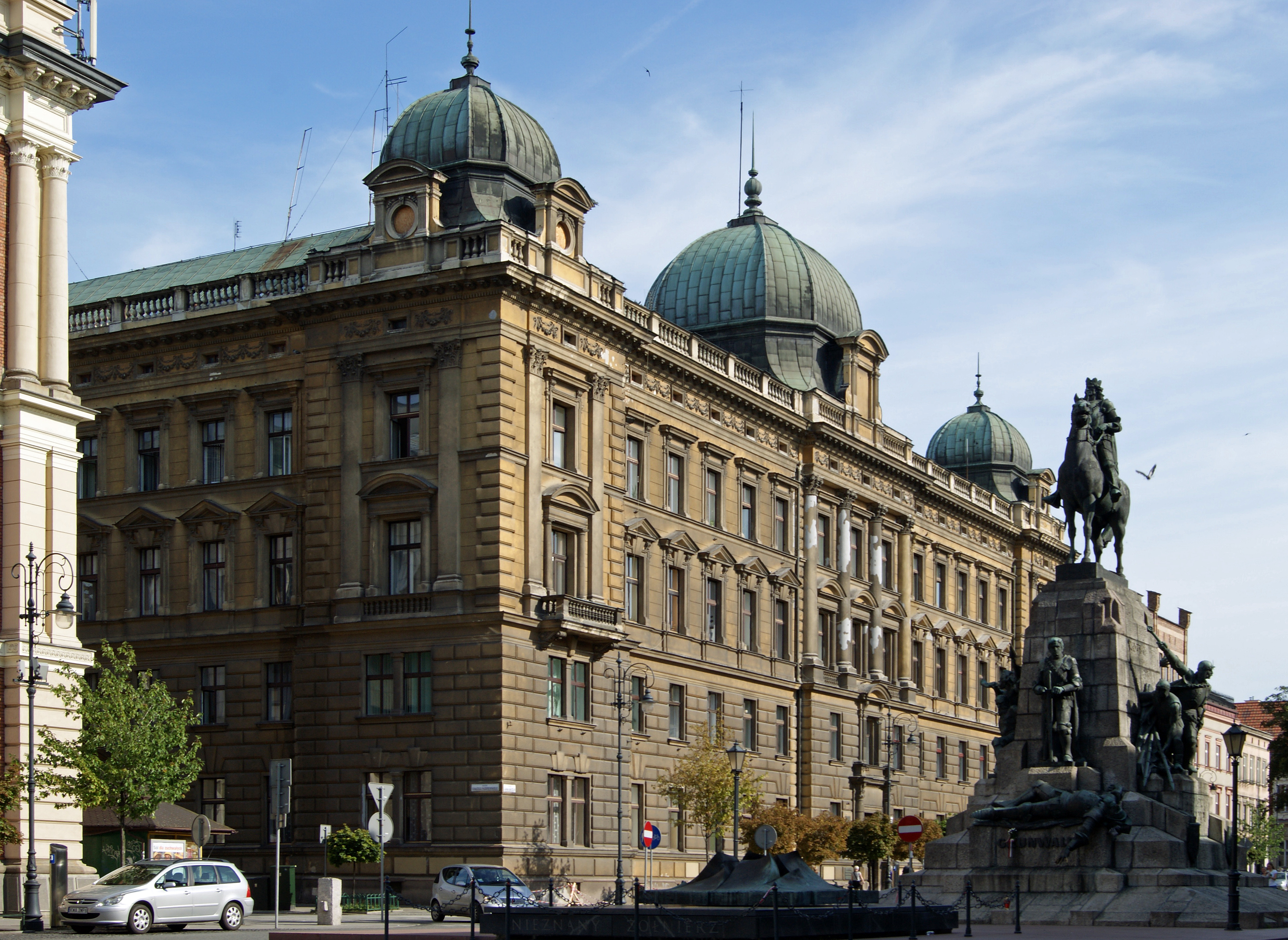
Dyrekcja Kolei w Krakowie, 1888–1889 (2012)

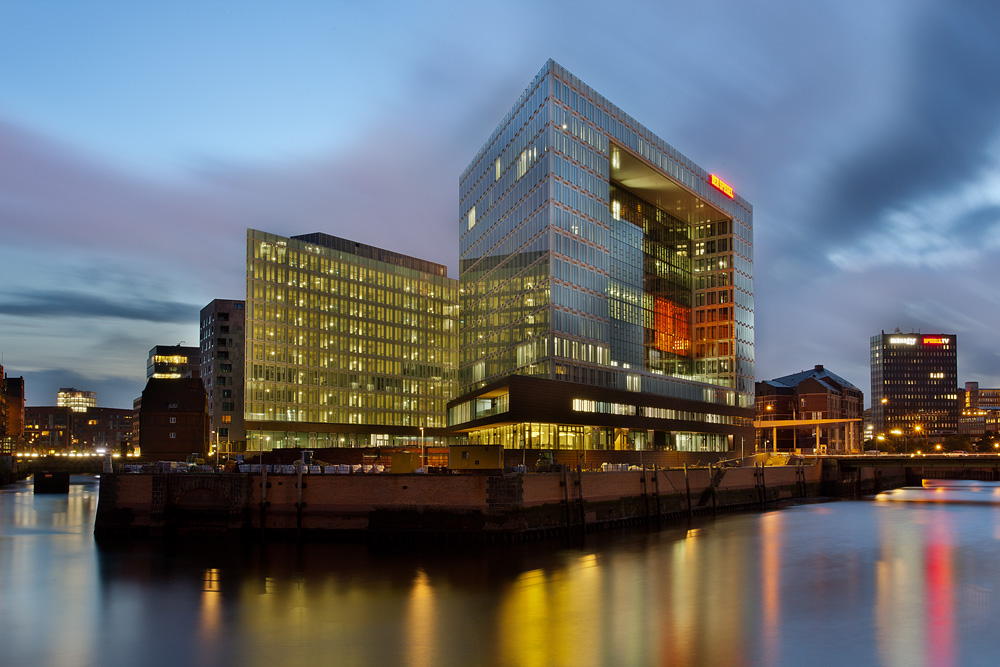
Biurowce w dzielnicy HafenCity w Hamburgu (2011)

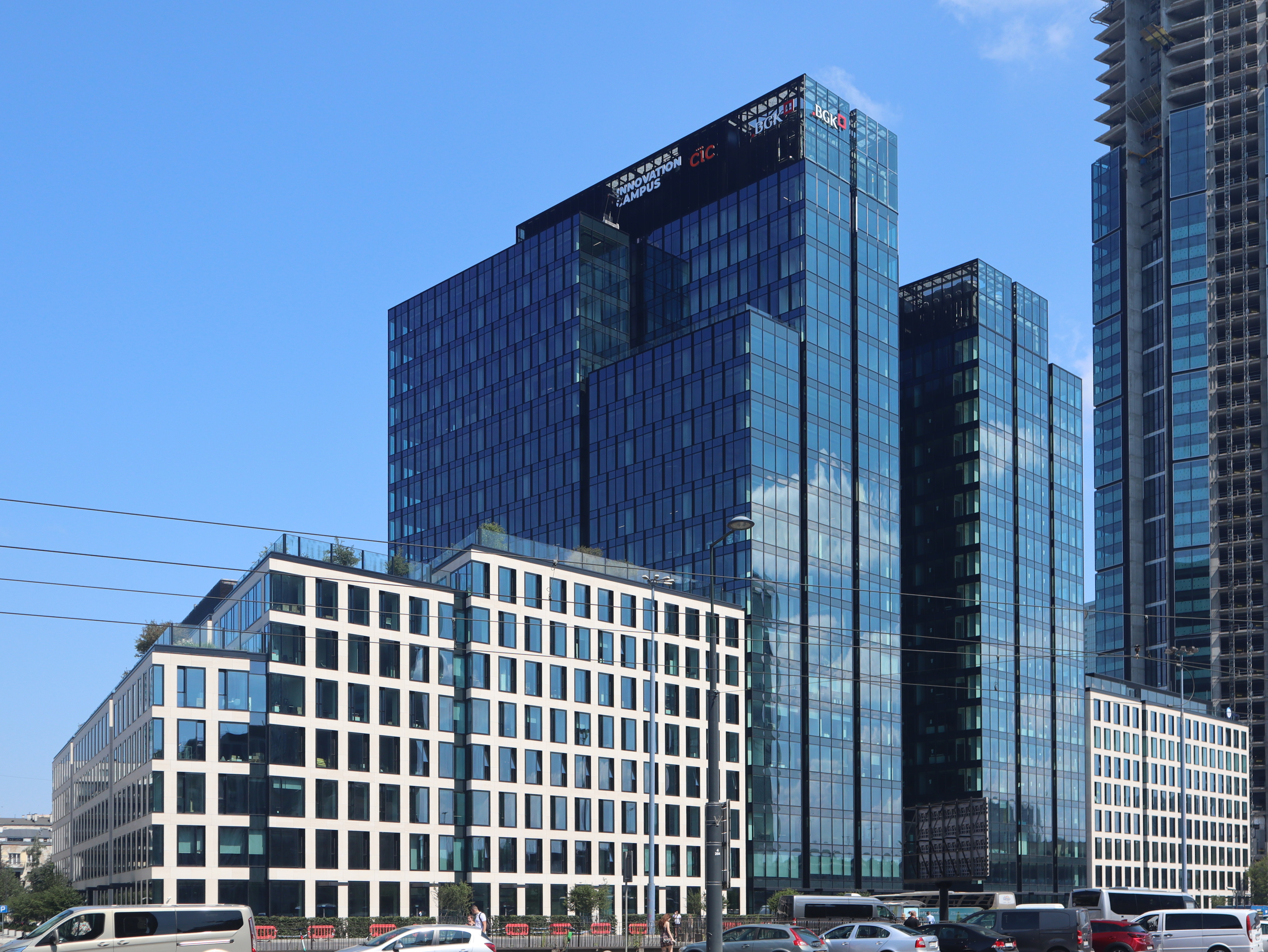
Zespół biurowców Varso w Warszawie, 2016–2022 (2020)

Biurowiec, także budynek biurowy – budynek mieszczący biura i inne pomieszczenia służące za miejsce wykonywania pracy umysłowej.
Klasyczne biurowce stanowią siedziby zarządu przedsiębiorstw przemysłowych lub handlowych. W szerszym ujęciu do biurowców zalicza się budynki urzędów administracji państwowej albo też mieszczące całość przedsiębiorstwa nieprodukcyjnego.
Współczesne biurowce powstają jako wyspecjalizowane obiekty o rzucie zorganizowanym wokół elementów stałych – mieszczących piony komunikacyjne i pomieszczenia sanitarne. Poszczególne pomieszczenia mogą być wydzielane przy pomocy ścian działowych, zwykle o lekkiej konstrukcji (np. gipsowo-kartonowej).

## Typologia funkcjonalno-przestrzenna biurowców
W zależności od zasady organizacji rzutu wewnętrznej można wyróżnić:
- biurowce o otwartym rzucie (jednoprzestrzenne)
- biurowce o rzucie podzielonym na pomieszczenia:
  - dwutraktowe
  - trójtraktowe
- biurowce o układzie mieszanym

Poszczególne typy mogą występować w różnym układzie rzutu, jako:
- budynki w formie podłużnej i skomponowane z nich zespoły
- w formie rzutu o symetrii środkowej (wielobok, krzyż, gwiazda)
- w formie wieloboku (najczęściej czworoboku) wokół zamkniętego dziedzińca
- w formie rzutu nieregularnego

## Klasyfikacja biurowców
Współcześnie (rok 2016) spotyka się oznaczenia biurowców klasami, np. klasa A, B+ itd. Nie istnieje ogólnieprzyjęty system i metodyka klasyfikacji biurowców (lub powierzchni biurowych). Spośród wymienianych w literaturze należy wymienić klasyfikacje: BOMA International, Rolfe Judd Architecture i CB Richard Ellis, Warsaw Research Forum i Brachocki.